# Johan Metzelaar
Johan Frederik Metzelaar (Rotterdam, 21 juli 1818 - Scheveningen, 22 januari 1897) was een Nederlands architect en ingenieur. Internationale bekendheid verwierf hij met zijn ontwerpen voor de koepelgevangenissen in Arnhem en Breda.

## Beknopte biografie
Metzelaar werd geboren in Rotterdam en groeide daar op in een Nederlands-hervormd gezin met vijf kinderen. Zijn vader was afwisselend kastelein en bediende. Vanaf 1833 ging de jonge Metzelaar in de leer bij een timmerman. Eveneens volgde hij lessen aan de tekenschool van het Rotterdamse genootschap ‘Hierdoor tot Hooger’. 

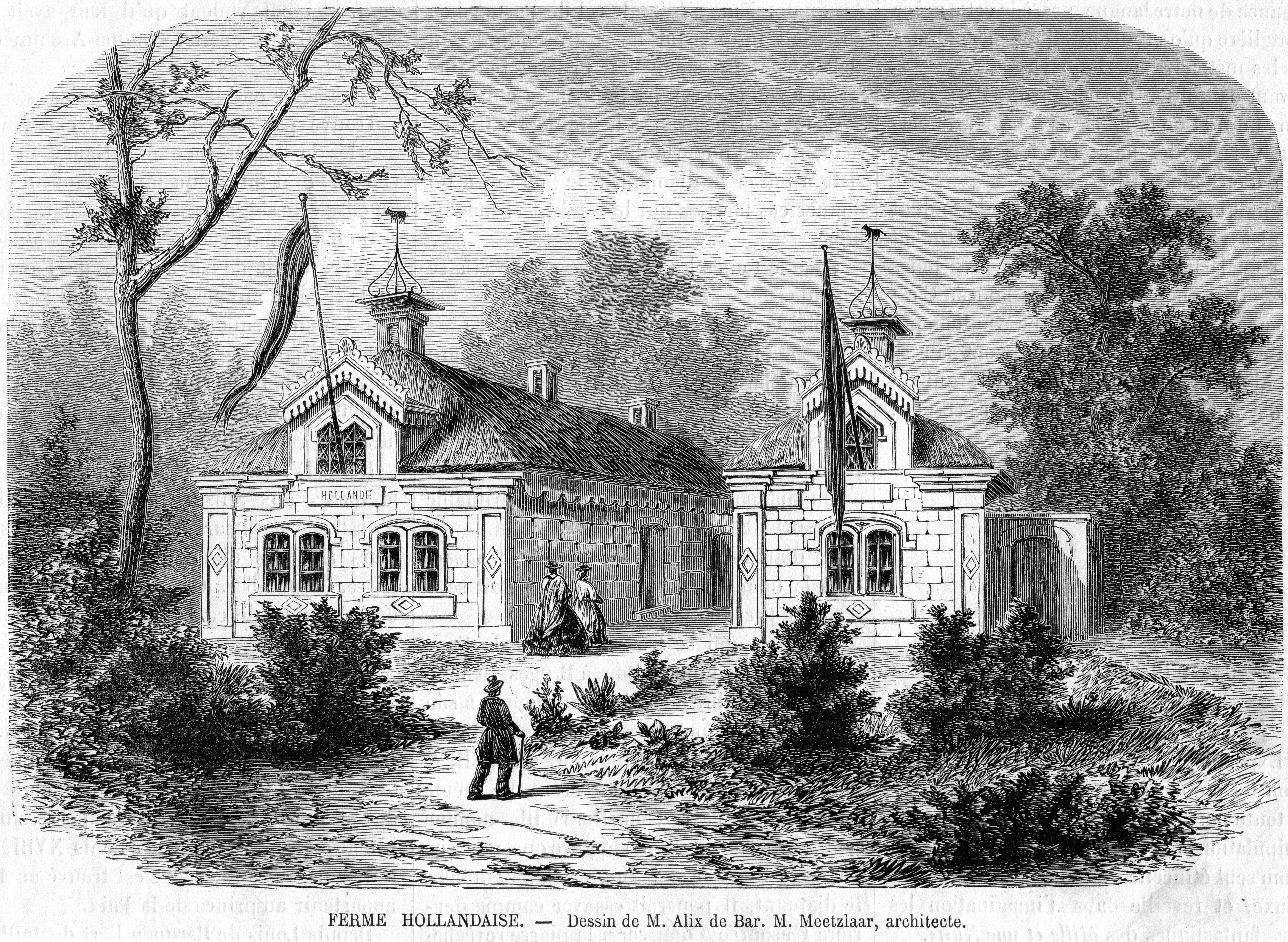
Hollandse boerderij van architect Metzelaar op de Wereldtentoonstelling van 1867 in Parijs, tekening van A. de Bar

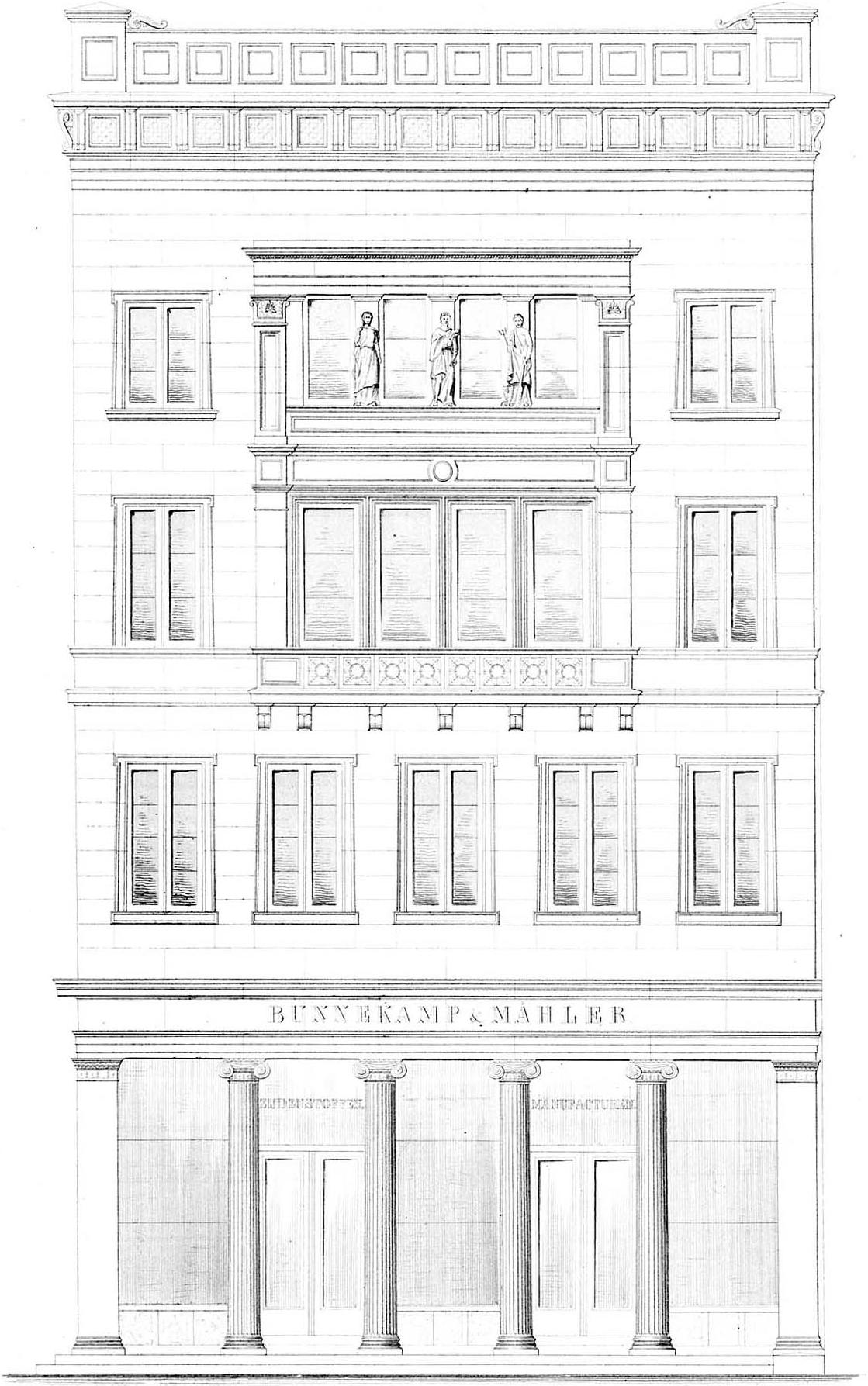
Winkelhuis Bunnekamp & Mähler, Grote Markt, Rotterdam.

Van 1870 tot 1886 zou hij uiteindelijk "hoofdingenieur der gevangenissen en rechtsgebouwen bij het Departement van Justitie" zijn. Op 1 januari 1886 volgde zijn zoon Willem Cornelis Metzelaar hem in deze functie op.

## Algemene werken
- 1847 (?) Rotterdam: Winkelhuis Bunnekamp & Mähler, Grote Markt
- 1848 Rotterdam: Sociëteit tot Nut der Zeevaart
- 1850 Rotterdam: Woonhuizen met kantoren, Maasstraat 3-7 en 11-17
- 1849-1850 Rotterdam: Willemskade 19-21 (samen met F. Dekker)
- 1849-1850 Rotterdam: Villa Dijkzigt, Westzeedijk 345
- 1876 Leiden: Zoötomisch Laboratorium

## Justitiële werken
- 1870 Rotterdam: Strafgevangenis aan de Noordsingel (met Allard C. Pierson)
- 1872 Doetinchem: Kerkje bij de jongensgevangenis De Kruisberg
- 1879 Schagen: Kantongerecht, Landbouwstraat 13
- 1880 Alphen aan den Rijn: Kantongerecht
- 1880 Apeldoorn: Kantongerecht
- 1880 Kampen: Kantongerecht
- 1881-1882 Tiel: Gerechtsgebouw
- 1882-1882 Geldermalsen: Kantongerecht, Rijksstraatweg 4 (samen met zijn zoon)
- 1882-1883 Groningen: Strafgevangenis
- 1883 Zuidhorn: Kantongerecht
- 1884-1884 Alkmaar: Gevangenis Schutterwei, Prins Bernhardlaan 16
- 1882-1886 Arnhem: Koepelgevangenis, Wilhelminastraat 16
- 1882-1886 Breda: Koepelgevangenis
- 1859-1875 Diverse gebouwen, Rijkswerkinrichtingen en dienstwoningen in het UNESCO-werelderfgoed, complex Veenhuizen

## Wetenswaardigheden
- Metzelaar was de leermeester van architect J.H. Leliman.